# Jeff Campitelli
 (avril 2016).
Jeff Campitelli (né le 29 décembre 1960) est un batteur américain jouant dans la formation de Joe Satriani, sa participation se fait autant sur scène qu'en studio. Jeff a joué dans les groupes "Rage" et "Blitz". 
Il est considéré par le magazine Rolling Stone comme le 50e meilleur batteur de tous les temps.